# José Ron

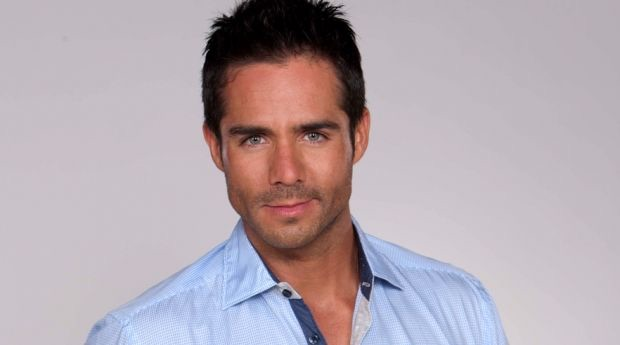
José Ron

José Ron, nato Édgar José Ron Vásquez (Guadalajara, 6 agosto 1981), è un attore messicano. È noto soprattutto come interprete di telenovelas.

## Filmografia parziale
- Mujer de madera (2004)
- Rebelde - telenovela (2006)
- Código postal (2006-2007)
- Muchachitas como tú (2007)
- Juro que te amo (2008-2009)
- Los exitosos Pérez (2010)
- Locas de amor (2010)
- Cuando me enamoro (2010-2011)
- La que no podía amar (2011-2012)
- La mujer del Vendaval (2012-2013)
- Muchacha italiana viene a casarse (2014-2015)
- Simplemente María  (2015-2016)
- Papás por conveniencia (2024)